# فرنسيس جوزيف كريستيان
فرنسيس جوزيف كريستيان (بالإنجليزية: Francis Joseph Christian)‏ هو كاهن كاثوليكي أمريكي، ولد في 8 أكتوبر 1942 في بيتربورو في الولايات المتحدة.